# 南京阿红事件
南京阿紅事件是一宗盗摄及傳播他人性影像的事件。2025年7月6日，中華人民共和國南京警方控為传播淫秽物品罪，逮捕嫌疑人焦某某（化名「阿紅」，男，38歲）。焦某某長期男扮女裝利用網路聊天工具誘騙多名男性發生性關係，並偷拍自己与这些男性的性爱影片販售牟利。
由于此案手法特殊，同时嫖客眾多，因此不仅在中国大陆，还在台灣、馬來西亞等其他華語地區，甚至泰國、越南、菲律賓等部分東南亞國家，乃至南美洲國家巴西和墨西哥都引起廣泛關注和討論，並產生許多網路迷因與二創內容。

## 案情
根据媒体报道以及南京警方的调查，本案的嫌疑人「阿紅」，真實身份為一名38歲的非江苏籍焦姓男子（焦某某）。焦某某長期透過濃妝、假髮、濾鏡、美顏、變聲器等手段在社群平台和网络聊天工具中塑造女性形象，並在聊天過程中極力表現體貼與關懷，營造出「不圖回報」的溫柔人設，讓与其聊天的男性逐步陷入圈套而不自覺，同时以「免費性服務」為誘餌，巧妙瓦解对方戒心，吸引其上门。來訪者上门时，焦某某總是親切熱情迎接，進一步降低對方疑心，並且不會向對方索取金錢或貴重物品，來訪者只需攜帶一些小禮物，例如半桶花生油、水果、牛奶或小家電等即可作為見面條件。在与来访者发生性行為时，焦某某用架设在其簡陋租屋内的偷拍設備全程記錄過程，這些性爱隨後被上傳至會員制平台販售牟利。影片中，焦某某自称「阿紅」，千篇一律身穿碎花连衣裙，戴假发和口罩接待来访者。
據中國大陸媒報導，焦某某的外貌平庸，身材也無突出之處，卻能吸引不同男性上门，来访者中不乏年轻白领、健身教練、外賣小哥、大学生等各式各樣人物，以及外国人也是來訪者之列，更有同一來訪者多次回訪與焦某某發生性行為。媒體形容部份來訪者外表光鮮，是「小鮮肉」和「高質直男」，外貌不俗。偶爾有一名兩手空空的來訪者前來拜訪時，焦某某反而主動切顆梨子給對方吃。焦某某與部份來訪者進行無套性交。有的来访者发现焦某某为男性，卻仍抱持著「來都來了」的心態，最終完成性过程
2025年7月6日，焦某某因涉嫌传播淫秽物品罪被南京市公安局江宁分局警方刑事拘留。
網傳此案的受害者達1691人或237人，但是抖音稱向當局查詢得證「237人身份已核實」消息不實。

## 反應

### 媒體
南京阿红事件引發各地網民的熱烈討論，包括中國大陸、台灣、馬來西亞、泰國、越南、巴西等地。焦某某被華語地區網民稱為「紅姐」、「紅老頭」、「紅大爺」、「男莖阿紅」、「小紅叔」。由於情節太過獵奇，成爲全網的火爆話題，「來都來了」、「男莖大屠殺」和帶西瓜上門情節成為網路迷因。日本媒體也對此事件作出報導。
《自由時報》報導指出，有網民向中國大陆人工智能Deepseek詢問此事件或以此創作素材時，Deepseek皆拒絕回應，或否認事件發生，或以政治正確的說法帶過。

### 網民
此事件在網路上迅速傳播開來，引發一股模仿熱潮。各地網路紅人，包括泰國跨性別網紅Parit Radchanavee和台灣網紅「館長」陳之漢也扮演成焦某某的女裝扮相拍攝影片，以吸引點擊和關注。焦某某在影片中一成不變的穿著打扮，被網民戲稱為她成功誘惑男性的「秘訣」。網民們甚至以此為靈感，惡搞製作一份「減齡獵男穿搭指南」。這份指南中包含假髮、印花上衣、素色口罩等元素，迅速成為新的網路迷因素材，在社群媒體上廣為流傳。
此外，許多網民也利用圖像編輯軟體，將自己的照片合成到「紅姐的房間」背景中，創造出許多迷因圖。甚至有網民利用人工智能生成圖像，將包括美國總統當勞·特朗普在內的知名人士，惡搞成焦某某的來訪者之一。Instagram有網民推出一款名為「紅姐濾鏡挑戰」的擴增實境特效。這款濾鏡精確還原焦某某進行性行為的房間的床鋪與牆面作為背景，並在濾鏡畫面中以泰文標註「神秘房間」字樣。使用者啟動鏡頭後，即可將自己融入焦某某的「暗黑房間」場景中。其逼真的效果吸引大量網民體驗。
此事件亦在泰國網路社群引起劇烈反彈，泰國網民指相比起泰國跨性別女性身材及樣貌，焦某某的女裝扮相姿色平庸，不解他為什麼受到中國大陸男性歡迎。泰國跨性別女性在自媒體直播稱：「我這麼漂亮都沒人要，紅姐長這樣能搞到千人……人生啊。」她們批評每個中國人來泰國光顧性工作者的時候都說不要人妖，結果在自己國家搞這個戴假髮的大叔。此事在巴西、墨西哥等地亦惹來强烈反响，並在墨西哥LGBT+群体中，引发了关于尊重隐私、性权利以及在媒体和公共討論中，擊破恐跨性别的刻板印象重要性的讨论。
有中國大陸女網民指出，焦某某的行為舉止具有高度迷惑性。她認為，焦某某在影片中刻意壓低聲線、戴著口罩並身穿長款紗裙，再加上溫柔地握著年輕男性的雙手，這些舉動都構成一種極力掩飾的形象。許多年輕人可能因此難以察覺其中異樣。此外，影片中展現的「售後服務」，包括仔細擦拭等體貼入微的舉動，也讓其稱「讓我這個女生都覺得自嘆不如」。

### 南京當局
南京警方提醒網民，網路交友潛藏風險，別因對方主動示好或聲稱「免費無代價」而放鬆警惕。所謂「免費的最貴」，在數位時代，個人資訊安全更加脆弱，慾望背後往往潛伏高昂的代價。

### 受害者
偷拍影片在網路上廣泛流傳，導致部分受害者身份被網民起底和曝光，還有不少網民認出受害者是自己的親友、丈夫與男友而導致關係破裂。有受害者被起底後承受私訊騷擾及追問，不堪其擾下承認自己是焦某某的來訪者之一，懇求外界不要再散播其被偷拍的畫面，並決定離開南京，及刪除社交媒體帳號。而有受害者因其標誌性的外型和在片中的對談被網友製作成迷因圖。其中，「來都來了」一句成為網友熱議話題，並在社群媒體上被廣泛引用，成為自我調侃及心理調適的流行語。有網民感嘆：「大家笑著P圖惡搞，卻忘了真的被偷拍的受害者有多可憐……」。
《法治日報》證實至少3名已報案受害者中檢測出HIV陽性，但無法確認是否與焦某某有關。當地疾管中心表示，已介入調查，受害者與焦某某有密切接觸而擔心健康，可隨時前往檢測。至於焦某某是否帶有傳染病，屬於個人隱私，後續將由官方持續通報。

## 評論和分析
《新京報》評論員王言虎形容事件獵奇，引爆一場網絡狂歡。面對網路謠言的影響，王言虎認為，應對散佈和傳播謠言的人處以嚴厲懲罰，以期從源頭上遏止謠言的產生。此外，他也強調平台方應承擔更明確的責任。
三立新聞網形容焦某某動作充滿母愛，甚至勝過一些真正的女生。
深圳衛視在小紅書發佈影片，主持人路子豪評論焦某某以「母愛般的溫暖」與「無條件接納」為誘餌，再以「免費」包裝弱化違法性，吸引男性上鉤，滿足自身的存在感與扭曲的「情緒價值」成就感。即使其被識破為男性，仍有多人選擇妥協，甚至回頭再訪。路子豪稱「免費」的代價最重，這些男性也許能補做健康檢查，但「社會性死亡」卻難以挽回，並形容此事件如同「照妖鏡」，稱「照出了人性的一個複雜切面，它不是什麼『試金石』，但它劃出了一條不能再低的文明底線。」
台灣音樂人許常德也對此事件發表看法。他分析「為什麼你認定的『醜大叔偽娘』能征服那麼多類型的男性」，並認為關鍵可能在於「特殊性」。許常德指出，這或許是因為焦某某提供「情緒價值」或抓準「寂寞商機」，他表示：「不會求全面的完美了，特殊性成了一個機會點。原來最寂寞的不是身軀，是平等對待，舒服對待，不帶評分的對待。」他補充，這其中可能「有交談、有夢境、有情境，有只有男人才知道的私密感受，這一切都很新鮮，充滿好奇。」儘管有網民指出警方已澄清部分資訊不實，許常德仍認為討論的重點不在新聞本身，而是其引發的社會思考。不過，許常德也強調「偷拍販售非常惡劣形同殺人」。
微博大V博主「文笙V」指出，被誘騙男性多因性教育匱乏、性壓抑、缺乏自控與風險意識，導致在慾望面前妥協、自我催眠。此外，焦某某以溫柔體貼、細緻入微和「夾子音」博取信任，即使暴露男性特徵，仍有人選擇自我蒙蔽，反映面對現實與慾望衝突時的逃避心理，甚至甘願「一條道走到黑」。這些人以為撿便宜，卻忽視網路外洩風險，最終可能「社會性死亡」。他提醒女性別因追求失敗懷疑自身魅力，並呼籲對外表光鮮的男性保持「祛魅」心態，不要迷信表面形象。
华东师范大学传播学院副教授吴畅畅接受《联合早报》访问时分析，与焦某有性接触的男子大多位于社会的下层，他们将自身经济上的被剥削地位向性关系中的主导地位转换，他认为此事件本质上是经济问题。媒体人李思磐受访时则指出，不应网暴嘲讽受害者，因为他们的隐私权也受到了侵犯。

## 文化影響
越南一齣舞台劇出現以焦某某女裝扮相為藍本的角色，該演員只是簡單打招呼後便迅速退場，但其登場瞬間引發全場觀眾歡呼。
學習平台多鄰國巴西版在Twitter／X發佈一則貼文，內容是其吉祥物「多兒」提着一袋水果走進焦某某家中，文中寫道：「各位，我來一個超奇怪的地方教中文了，說不上來是怎麼回事。」